# Маріо Дзанелло
Маріо Дзанелло (італ. Mario Zanello, 22 липня 1903, Верчеллі — 25 січня 1981, Карманьйола) — італійський футболіст, що грав на позиції захисника, зокрема за клуби «Про Верчеллі» та «Торіно», а також національну збірну Італії. По завершенні ігрової кар'єри — тренер.

## Клубна кар'єра
Народився 22 липня 1903 року в місті Верчеллі. Вихованець футбольної школи місцевого «Про Верчеллі». Дорослу футбольну кар'єру розпочав 1922 року в основній команді того ж клубу, в якій протягом одинадцяти сезонів взяв участь у 276 матчах чемпіонату. Більшість часу, проведеного у складі «Про Верчеллі», був основним гравцем захисту рідної команди.
1933 року перейшов до лав «Торіно». Відіграв за туринську команду наступні три сезони своєї ігрової кар'єри. Граючи у складі «Торіно» також здебільшого виходив на поле в основному складі команди. У розіграші 1935/36 виборов титул володаря Кубка Італії.
Протягом сезону 1936/37 років захищав кольори клубу «К'єрі», а завершував ігрову кар'єру в команді «Віджевано», за яку виступав протягом 1937—1940 років.

## Виступи за збірну
Восени 1927 року провів дві офіційні гри у складі національної збірної Італії, обидві — в рамках переможного для італійців Кубка Центральної Європи 1927—1930.
У подальшому до ігор національної команди не залучався.

## Кар'єра тренера
Протягом частини 1939 року поєднував виступи на футбольному полі у складі «Віджевано» з тренуванням цієї команди.
Згодом протягом 1940—1943 років був головним тренером команди «Кунео».
Помер 25 січня 1981 року на 78-му році життя в Карманьйолі.
| Дата       | Місто   | Господарі      | Результат | Гості   | Турнір                             | Голи | Примітки |
| ---------- | ------- | -------------- | --------- | ------- | ---------------------------------- | ---- | -------- |
| 23/10/1927 | Прага   | Чехословаччина | 2 – 2     | Італія  | Кубок Центральної Європи 1927-1930 | -    |          |
| 06/11/1927 | Болонья | Італія         | 0 – 1     | Австрія | Кубок Центральної Європи 1927-1930 | -    |          |
| Усього     |         | Матчів         | 2         |         | Голів                              | 0    |          |

## Титули і досягнення
- Володар Кубка Італії (1):

«Торіно»: 1935–1936